# 21726 Rezvanian
21726 Rezvanian este un asteroid din centura principală de asteroizi.

## Descriere
21726 Rezvanian este un asteroid din centura principală de asteroizi. A fost descoperit pe 9 septembrie 1999 la Socorro, New Mexico, în cadrul proiectului LINEAR. Asteroidul prezintă o orbită caracterizată de o semiaxă mare de 2,37 ua, o excentricitate de 0,11 și o înclinație de 5,8° în raport cu ecliptica.